# Col d'Espréaux
Le col d'Espréaux est un col des Alpes du Sud, situé dans le département français des Hautes-Alpes, sur la commune d'Esparron, à 1 160 mètres d'altitude.
C'est un passage routier entre la vallée du Buëch et le val de Durance. Il est emprunté par la route départementale 20.

## Cyclisme
Le Tour de France a emprunté le col deux fois. En 1982, lors de la quinzième étape entre Manosque et Orcières-Merlette, le Français Pascal Simon passe en tête au sommet. En 1986, l'Espagnol Julian Gorospe passe en tête au sommet lors de la seizième étape entre Nîmes et Gap. Il était classé en deuxième catégorie.
La sixième étape du Tour de l'Avenir 2010 est passée par le col d'Espréaux le 11 septembre 2010.

## Rallye automobile
Le col est emprunté assez régulièrement par le rallye Monte-Carlo lors de l'épreuve spéciale durant laquelle les concurrents franchissent également le col de Faye ; ce  fut le cas en 2014, 2016 et 2018.